# 生方泰二
生方 泰二（うぶかた たいじ、1916年1月23日 - 1986年2月3日）は、日本の経営者。東京都出身。

## 経歴
1939年に東京帝国大学法学部を卒業し、同年に石川島造船所(のちの石川島播磨重工業)に入社。
1964年11月に取締役に就任し、1968年11月に常務を経て、1979年6月に社長に就任した。1983年6月から会長を務めた。
1983年11月に藍綬褒章を受章。
1986年2月3日腎不全のために死去。70歳没。